# Ljubica Drljača
Ljubica Drljača (in serbo Љубица Дрљача?; Novi Sad, 4 agosto 1978) è un'ex cestista e allenatrice di pallacanestro serba, fino al 2002 jugoslava.

## Carriera
Con la Jugoslavia ha disputato i Campionati europei del 2001 e i Campionati mondiali del 2002.
Con la Serbia e Montenegro ha disputato i Campionati europei del 2003.